# Riekiella bicornis
Riekiella bicornis är en tvåvingeart som beskrevs av Paramonov 1955. Riekiella bicornis ingår i släktet Riekiella och familjen fönsterflugor. Inga underarter finns listade i Catalogue of Life.